# فابيان هنريكس
فابيان هنريكس (بالألمانية: Fabian Hinrichs)‏ (و. 1974  م) هو ممثل مسرحي، وممثل أفلام، ومؤدي، وممثل تلفزي ألماني، ولد في هامبورغ.

## وصلات خارجية
- فابيان هنريكس على موقع IMDb (الإنجليزية)
- فابيان هنريكس على موقع مونزينجر (الألمانية)
- فابيان هنريكس على موقع ألو سيني (الفرنسية)
- فابيان هنريكس على موقع أول موفي (الإنجليزية)
- فابيان هنريكس على موقع قاعدة بيانات الأفلام السويدية (السويدية)
- فابيان هنريكس على موقع ديسكوغز (الإنجليزية)
- فابيان هنريكس على موقع قاعدة بيانات الفيلم (الإنجليزية)
- فابيان هنريكس على موقع كينوبويسك (الروسية)